# Comissão Nacional de Investigação de Desaparecidos
A Comissão Nacional de Investigação de Desaparecidos (em castelhano:  Comisión Nacional de Investigación de Desaparecidos) foi uma comissão da verdade na Bolívia que durou de 1982 a 1984. Foi a primeira comissão da verdade e reconciliação na América Latina. Após um período de instabilidade política no país e uma série de golpes militares, governos corruptos e ditaduras, o recém-nomeado presidente Hernán Siles Zuazo esperava restaurar a democracia no país quando assumiu o poder em outubro de 1982. Siles Zuazo estabeleceu a Comissão Nacional de Investigação de Desaparecidos para esclarecer os desaparecimentos suspeitos ocorridos entre 1967 e 1982, e selecionou oito comissários para pesquisar e investigar. A comissão foi extinta após menos de dois anos de trabalho devido à falta de apoio financeiro e político do governo, bem como ao mandato limitado da comissão, que permitia apenas investigações sobre morte ou desaparecimento e não sobre outros crimes contra a humanidade. Embora a comissão tenha sido dissolvida, 56 funcionários de governos anteriores foram levados a justiça nos "Julgamentos de Responsabilidade", incluindo o ditador Luis García Meza Tejada. Os Julgamentos de Responsabilidade duraram de 1984 a 1993, durante os quais 48 pessoas foram condenadas.

## Histórico
De 1964 até 1982, a situação política na Bolívia era altamente instável. Em 1964, um golpe de Estado derrubou o governo de Victor Paz Estenssoro, resultando em uma ditadura militar liderada por René Barrientos, que se tornou presidente após ocupar o palácio presidencial. Após a morte de Barrientos em 1969, outro golpe ocorreu, com as forças armadas do general Alfredo Ovando Candia tomando efetivamente a presidência do vice de Barrientos, Luis Adolfo Siles Salinas. Os anos que se seguiram à morte de Barrientos resultaram em um período de turbulência política, descrito como "um regime militar atrás do outro" e "uma política que se estendia desde a extrema esquerda, passando pelos reformistas até a direita reacionária". Após o golpe de 1978 no governo do coronel Hugo Banzer Suárez, que estava no poder há seis anos, várias eleições foram realizadas na Bolívia na tentativa de retornar à democracia. O período entre 1978 e 1980 foi tumultuado e caótico, tendo tido duas eleições gerais e cinco presidentes, nenhum dos quais foi vitorioso nas urnas.
Em 1980, o general Luis García Meza Tejada assumiu o poder na Bolívia. Como um dos líderes mais renomados desse período da história boliviana, sua presidência foi "notória por abusos dos direitos humanos, tráfico de drogas e má gestão econômica" e acabou sendo deposta por um golpe militar em 1981. O governo militar procurou retornar à democracia depois da implacabilidade da ditadura de García Meza. De 1981 a 1982, a Bolívia teve três governos militares diferentes em catorze meses, resultando na indicação militar de um presidente na esperança de retornar a um governo mais democrático. Em 10 de outubro de 1982, Hernán Siles Zuazo tornou-se presidente da Bolívia após uma greve que derrubou o líder anterior. Ele já havia servido como presidente de 1956 a 1960. Seu governo foi considerado como o primeiro governo boliviano a tentar retornar ao regime democrático, bem como o início de um período politicamente mais estável. Uma das primeiras realizações que fez como parte de sua nova liderança de governo foi estabelecer uma comissão para investigar os desaparecimentos ocorridos entre 1967 e 1982.

## Estabelecimento da comissão
Uma das prioridades de Zuazo como presidente era trazer o país de volta ao regime democrático, e esperava começar a fazê-lo em parte investigando vários crimes contra a humanidade ocorridos nos anos anteriores. A Comissão Nacional de Investigação de Desaparecidos foi criada em 28 de outubro de 1982. Um total de oito comissários foram nomeados para trabalhar para a comissão, e foram selecionados com a intenção de representar a sociedade boliviana da época. Os comissários eram o subsecretário de Justiça, um membro da Câmara, um senador, um representante de cada uma das duas organizações de direitos humanos, um representante das forças armadas, um da federação dos camponeses e um da federação dos trabalhadores. Esses comissários foram nomeados para investigar desaparecimentos entre 1967 e 1982, no entanto, o mandato da comissão era limitado no que poderia ser investigado. Embora a comissão tivesse permissão para investigar os desaparecimentos e rastrear os restos mortais de alguns, o mandato em si não cobria outros crimes contra a humanidade, como tortura e sequestro. Isso impediu que os comissários tivessem acesso a toda a verdade. A comissão conseguiu reunir evidências sobre 155 desaparecimentos no período.

### Problemas
O principal problema com a comissão na Bolívia era seu mandato limitado que cobria mortes e desaparecimentos entre 1967 e 1982, mas não permitia a investigação de sequestros, prisões ilegais, tortura e outros casos de abuso. Loyola Guzmán, representante de uma organização de direitos humanos e secretária executiva da comissão, afirmou que, embora alguns restos humanos tenham sido localizados, "nenhum caso foi investigado de forma conclusiva". 155 desaparecimentos foram investigados e documentados, com restos mortais encontrados em alguns casos, mas a maioria dos casos "não foram investigados minuciosamente".
Além de seu mandato limitado, a comissão teve muito pouco apoio financeiro e político do governo. Os comissários não tiveram acesso a todos os registros necessários e careceram de financiamento. Além disso, a comissão não tinha conhecimento técnico para identificar corretamente os corpos exumados, impedindo investigações conclusivas sobre algumas mortes. A falta de recursos e apoio suficientes acabou impossibilitando a continuação do trabalho da comissão que, por isso, foi oficialmente abandonada em 1984, menos de dois anos após sua criação.

### Resultados
A Comissão Nacional de Investigação de Desaparecimentos foi dissolvida em 1984 e nunca produziu um relatório final de suas descobertas. A comissária Loyola Guzmán tentou acessar os arquivos da comissão para elaborar um relatório, mas não teve sucesso. Ainda não se sabe se os registros foram destruídos, mas as tentativas de recuperar os documentos físicos não foram bem-sucedidas.

## Nota
- Este artigo foi inicialmente traduzido, total ou parcialmente, do artigo da Wikipédia em inglês cujo título é «National Commission of Inquiry Into Disappearances».